# Florent Vassault
Florent Vassault est un réalisateur et monteur français né le 11 mai 1979 à Aix-en-Provence.

## Biographie
Ancien étudiant de l'ESRA, Florent Vassault a été distingué par une nomination au César du meilleur montage en 2020 pour son travail avec Anny Danché sur La Belle Époque de Nicolas Bedos.
Avec Arnaud Gaillard, en 2011, il a réalisé Honk, documentaire sur les mécanismes d'application de la peine de mort aux États-Unis, « un beau film digne de son sujet ».

## Filmographie

### Monteur
- 2009 : Safari d'Olivier Baroux
- 2010 : Le Mac de Pascal Bourdiaux
- 2013 : Le Vol des cigognes de Jan Kounen (téléfilm)
- 2014 : Fiston de Pascal Bourdiaux
- 2015 : Qui c'est les plus forts ? de Charlotte de Turckheim
- 2017 : Braqueurs d'élite (Renegades) de Steven Quale
- 2019 : La Belle Époque de Nicolas Bedos
- 2019 : L'Autre Continent de Romain Cogitore
- 2021 : OSS 117 : Alerte rouge en Afrique noire de Nicolas Bedos
- 2021 : Mes très chers enfants d'Alexandra Leclère
- 2022 : Le Tigre et le Président de Jean-Marc Peyrefitte
- 2023 : Une zone à défendre de Romain Cogitore
- 2024 : On fait quoi maintenant ? de Lucien Jean-Baptiste

### Courts métrages
- 1999 : L'Échappée
- 2007 : Bernard Thomas, les secrets de la gloire (coréalisateurs : Jean-Rodolphe Petit Grimmer et Samuel Mathiou)

### Longs métrages
- 2011 : Honk (coréalisateur : Arnaud Gaillard)
- 2017 : Lindy Lou, jurée numéro 2
- 2025 : Le Garçon coréalisé avec Zabou Breitman